# Cinema de Lagos
O Cinema de Lagos, originalmente denominado de Cine-Teatro Império ou Teatro-Cinema Império, e posteriormente como Lagoshopping, é um edifício histórico na cidade de Lagos, na região do Algarve, em Portugal. Foi inaugurado em 3 de Novembro de 1946.

## Descrição e história
O edifício insere-se numa zona cosmopolita de Lagos, entre as ruas Cândido dos Reis e Mendonça Pessanha. Consiste num edifício de grandes dimensões, possuindo em 2019 uma área de implantação de 780 m² e de construção de 1.672,6 m². Enquadra-se principalmente no estilo arquitectónico do Português Suave, uma variante do modernismo com influências neo-tradicionalistas, utlizada em larga escala pelo regime ditatorial do Estado Novo durante as décadas de 1940 e 1950. O cinema de Lagos é um dos poucos sobreviventes do estilo neo-tradicionalista em Lagos, em conjunto com o Tribunal e o antigo Posto de Turismo. Foi desenhado pelo arquitecto Raul Rodrigues Lima.
Foi inaugurado em 3 de Novembro de 1946, sendo originalmente denominado de Teatro-Cinema Império, Cine-Teatro Império ou Cinema Império. Um dos principais promotores da construção do cinema foi o empresário italiano Paolo Cocco, que foi uma das principais figuras na indústria conserveira em Lagos. No período da sua inauguração, destacou-se pelas suas dimensões e aptidão como cinema e teatro, contando com uma sala com lotação de mil lugares, e um salão para concertos e bailes, onde se realizaram alguns eventos importantes, como os concertos Pró-Arte. Não foi o único cinema nesta área da cidade, uma vez que mesmo em frente, no local onde se situa o Hotel Riomar, esteve localizado o Cine Teatro Ideal, que terá encerrado por volta do mesmo período em que abriu o Cinema Império.
Em 25 de Abril de 1977, foi no Cinema Império que se realizou a ante-estreia do célebre filme Continuar a viver ou os Índios da Meia-Praia, de António Cunha Telles, que teve um grande sucesso entre a população lacobrigense.
Posteriormente sofreu várias alterações no seu funcionamento, tendo sido criada uma segunda sala de cinema e passando a funcionar igualmente como centro comercial de dois pisos. Foi igualmente renomeado para Lagoshopping. Encerrou em meados da década de 2000, tendo reaberto em 2013, cerca de sete anos depois, por iniciativa do empresário Carlos Matos, que também era proprietário de salas de cinema em Portimão. A reabertura do cinema de Lagos ganhou um especial relevo por ter sido feita num período em que as salas de espectáculos estavam em franco declínio no país. Este empreendimento custou cerca de duzentos mil Euros, que foram principalmente gastos em equipamento audiovisual. Porém, em Dezembro desse ano o edifício foi atingido por um incêndio, que se iniciou na arrecadação de uma das lojas. Este acidente não provocou quaisquer vítimas, embora dois funcionários tenham sido levados por precaução para o hospital devido à inalação de fumos. Carlos Matos calculou os prejuízos materiais em vários milhares de Euros, tendo sido muito danificado o hall e o bar. Em 24 de Junho de 2019, o periódico Correio de Lagos noticiou que imóvel iria ser posto à venda, tendo os proprietários entrado em contacto com a Câmara Municipal de Lagos e a Junta de Freguesia de São Gonçalo de Lagos, para averiguar se estariam interessadas na sua aquisição. Avançou-se com a hipótese de sedear ali os serviços administrativos da Junta de Freguesia, e ao mesmo tempo preservar as funções culturais, que poderiam ser ampliadas.